# ترک‌های لیبی
ترک‌های لیبی (ترکی استانبولی: Libya Türkleri) به شهروندان ترک کشور لیبی گفته می‌شود. ترک‌ها در طول امپراطوری عثمانی لیبی را تحت استعمار و سلطه سیاسی خود داشتند به عنوان نتیجه «کولوگلیس» پدید آمده است. که سیر تکاملی مهاجرت ترک‌ها از آناتولی به لیبی و ازدواج مردان ترک با زنان عرب شمال آفریقا بودند. نخستین حضور ترک‌ها در سرزمین کنونی لیبی به سال ۱۵۵۱ باز می‌گردد. همچنین مهاجرت‌هایی پراکنده‌ای از ترکیه نوین بعد از سال ۱۹۵۷ به لیبی صورت گرفته‌است. در سال ۱۹۳۶، حدود ۳۵ هزار نفر ترک در لیبی شمارش شده بودند. که حدود ۳۰ هزارنفر از آنان در سواحل طرابلس سکونت داشتند.
| مهاجرت کارگران ترک به لیبی |         |
| سال                        | جمعیت   |
| ۱۹۶۱-۱۹۷۳                  | ۶۶۴     |
| ۱۹۷۴-۱۹۸۰                  | ۴۸٬۴۵۷  |
| ۱۹۸۱-۱۹۸۵                  | ۱۰۶٬۷۳۵ |

## کتاب شناسی
- Ahmida, Ali Abdullatif (2002), The Making of Modern Libya: State Formation, Colonization, and Resistance, SUNY Press, ISBN 1-4384-2891-X.
- Dupree, Louis (1958), "The Non-Arab Ethnic Groups of Libya", Middle East Journal, 12 (1): 33–44
- Ergener, Reşit (2002), About Turkey: Geography, Economy, Politics, Religion, and Culture, Pilgrims Process, ISBN 0-9710609-6-7.
- Fuller, Graham E. (2008), The New Turkish Republic: Turkey as a pivotal state in the Muslim world, US Institute of Peace Press, ISBN 1-60127-019-4.
- Harzig, Christiane; Juteau, Danielle; Schmitt, Irina (2006), The Social Construction of Diversity: Recasting the Master Narrative of Industrial Nations, Berghahn Books, ISBN 1-57181-376-4.
- Malcolm, Peter; Losleben, Elizabeth (2004), Libya, Marshall Cavendish, ISBN 0-7614-1702-8.
- Pan, Chia-Lin (1949), "The Population of Libya", Population Studies, 3 (1): 100–125
- Papademetriou, Demetrios G.; Martin, Philip L. (1991), The Unsettled Relationship: Labor Migration and Economic Development, Greenwood Publishing Group, ISBN 0-313-25463-X.
- Sirageldin, Ismail Abdel-Hamid (2003), Human Capital: Population Economics in the Middle East, American University in Cairo Press, ISBN 977-424-711-6.
- Stone, Martin (1997), The Agony of Algeria, C. Hurst & Co. Publishers, ISBN 1-85065-177-9.